# Peridroma tenebricorsa
Peridroma tenebricorsa är en fjärilsart som beskrevs av Karl Schawerda 1929. Peridroma tenebricorsa ingår i släktet Peridroma och familjen nattflyn. Inga underarter finns listade i Catalogue of Life.